# Ammoniumwaterstofsulfide
Ammoniumwaterstofsulfide is een corrosief ammoniumzout van waterstofsulfide, met als brutoformule H5NS. De notatie (NH4)HS geeft de structuur van de verbinding beter weer. De stof komt voor als witte tot gele kristallen met een kenmerkende geur, die zeer goed oplosbaar zijn in water. Het in de handel verkrijgbaar product is beschikbaar als een 40%-oplossing, die stabieler is dan het droog product. Deze oplossing is geel tot oranje van kleur en rokerig.
Ammoniumwaterstofsulfide komt in de atmosfeer van de planeet Jupiter voor in de vorm van wolken. Op de Aarde komt het voor in de natuur als een afbraakproduct op vuilnisbelten.

## Synthese
Ammoniumwaterstofsulfide wordt bereid door een reactie van vloeibaar of gasvormig ammoniak en waterstofsulfide:
{\displaystyle {\ce {NH3 + H2S -> NH4HS}}}

## Toepassingen
Ammoniumwaterstofsulfide werd als onderdeel van het H2S-systeem veelvuldig gebruikt in de anorganische chemie voor kwalitatieve analyses. Tevens is de stof een ingrediënt van een zogenaamde stinkbom, die in de handel in glazen ampullen worden verkocht.

## Toxicologie en veiligheid
De stof vormt bij verbranding ammoniakdampen, stikstofoxiden en zwaveloxiden. Ze ontleedt bij kamertemperatuur, met vorming van giftige en corrosieve gassen, onder andere ammoniak en waterstofsulfide. Ammoniumwaterstofsulfide reageert met zuren, met vorming van waterstofsulfide en zwaveloxiden. Ze reageert tevens hevig met oxiderende stoffen, waardoor brand- en ontploffingsgevaar ontstaat.
De stof is sterk irriterend voor de ogen, de huid en de luchtwegen.